# Smolasta nazobčanka
Smolasta nazobčanka (znanstveno ime Neolentinus adhaerens) je gliva iz rodu nazobčank (Neolentinus).

## Značilnosti
Klobuk ima v premeru do 6 cm. Sprva je izbočen, nato rahlo vbočen, na koncu pa postane lijakast. Rob je oster in pri zrelih gobah valovit. Kožica se težko odlušči. Površina je sprva sivobež, kasneje rjavo orehove in rjave barve, s tem, da je proti sredini temnejši. Značilna lastnost je izločanje smolnato oljnate snovi, ki ob sušenju na površini pusti sijoče, lakirane lise.
Lističi so redki, debeli in se ob betu zožujejo. So kremno do rumenkasto rjave do oranžno rjave barve. Nekateri lističi so vmesni in ne potekajo od beta do roba klobuka. Ostrinka lističev je značilno nazobčana. Izločajo enako smolnato oljnato snov kot površina klobuka.
Bet je visok do 7 cm in debel do 1,5 cm. Na klobuk je prirjen sredinsko ali pa ekscentrično. Je trd in valjaste oblike, ki se proti dnišču razširi. Površina je prekrita s štrlečimi vlakni, ki so v zgornjem delu bež barve in v spodnjem rdečkasto rjavi.
Meso je zelo trdo, svetlo bež, le plast neposredno pod kožico je temnejša, rjavkasta. Ima prijeten vonj po gobah, vendar je grenkega okusa.

## Razširjenost in življenjski prostor
Razširjena je v Evropi in Severni Ameriki.
Pojavlja se od februarja do novembra v iglastih in mešanih gozdovih, predvsem na odmrlem lesu borov, jelk in smrek, tudi na konstrukcijskem lesu kot so tramovi in stebrički.

## Mikroskopske značilnosti
Trosni odtis je bele barve. Trosi so podolgovato elipsasti, z drobnozrnato vsebino, neamiloidni in merijo 6–8 x 2,5–3 μm.

## Podobne vrste
- luskata nazobčanka (Neolentinus lepideus) ima ravno tako nazobčane lističe, a ima luskast klobuk in diši po janežu

## Uporabnost
Neužitna.